# Speichersee
Speichersee (of Ismaninger Speichersee ) is een stuwmeer in de Duitse deelstaat Beieren, gelegen in het noordoosten van de stad München. Het stuwmeer werd in 1929 aangelegd in combinatie met het Mittlerer-Isar-Kanal. Het meer is niet geschikt om te zwemmen, de natuur heeft vrij spel.